# Оборона Заполяр'я
Оборона Заполяр'я — бойові дії військ Північного і Карельського фронтів, Північного флоту і Біломорської військової флотилії проти німецьких і фінських військ на Кольському півострові, у Північній Карелії, на Баренцевому, Білому та Карському морях у червні 1941 — жовтні 1944 року.

## Початкові дані
Німецьке командування запланувало захопити важливі стратегічні пункти на півночі СРСР — Мурманськ та Кіровську залізницю. Для досягнення цього німецькі та фінські війська завдавали ударів у трьох напрямках — на Мурманськ, Кандалакшу та Лоухі.
Зі сторони Німеччини бойові дії провадили Армія «Норвегія» (15 січня 1942 року перейменована в армію «Лапландія») Ніколаса фон Фалькенгорста — до 150000 військових (згідно інших, теж радянських даних — до 250000). З 1 червня 1942 року армією керував Едуард Дітль, з 28 червня 1944 — Лотар Рендуліч. Армія дислокувалася в районі Петсамо та на півночі Фінляндії; у своєму складі мала 5 німецьких та 2 фінські дивізії, діяла за підтримки 5-го повітряного флоту Третього Рейху (генерал Ганс-Юрген Штумпф) — в напрямі Мурманська було задіяно близько 160 літаків. Група була розгорнута від Варангер-фіорду до Суоміссалмі.
Станом на 22 червня 1941 року Військово-морський флот Німеччини в північній Норвегії зосередив 15 тральщиків та 10 сторожових кораблів, 6 підводних човнів, 5 есмінців, 3 міноносці, 1 мінний загороджувач, разом з допоміжними — 55 кораблів. Після провалу швидкого наступу сюди додатково перекидаються 1 лінкор, один легкий крейсер та 3 важких, 2 флотилії есмінців та 20 підводних човнів, до 500 літаків.
10 лютого 1941 до Кіркенесу прибуває 6-та флотилія ескадрених міноносців Крігсмаріне — Z4 «Ріхард Бітзен», Z7 «Герман Шеман», Z10 «Ганс Лоді», Z16 «Фрідріх Еккольдт», Z20 «Карл Гальстер».
З боку СРСР тут протистояли:
- 14-та армія Північного фронту (з 13 серпня 1941 — Карельський фронт) Фролова В. О.; дислокувалася в Мурманській області та північній Карелії, мала у своєму складі 42-й стрілецький корпус — 104-та та 122-га стрілецькі дивізії, 14-ту стрілецьку, 52-гу стрілецьку дивізії та 1-шу танкову дивізію; ширина лінії оборони армії становила 550 кілометрів; тут радянські війська мали 1500 гармат і мінометів, у наступаючих — 2300
- 7-ма армія — мала в складі 54-ту, 71-шу, 168-му та 237-му стрілецькі дивізії; загальна чисельність радянських сухопутних військ складала 103000 бійців;
- Північний флот — керував Головко А. Г.; флот розміщався в Баренцевому та Білому морях. В складі флоту була дводивізіонна бригада ескадрених міноносців капітана 2-го рангу М. М. Попова — 7 есмінців (п'ять типу 7 та два типу «Новік», один корабель знаходився на капітальному ремонті), 15 підводних човнів, 7 сторожових кораблів, 14 малих мисливців, 2 тральщики, 2 торпедні катери та 116 літаків.

Протягом червня — серпня 1941 року до складу Північного флоту мобілізовано 35 тральщиків та 29 сторожових кораблів (СКР) — переобладнані з риболовних траулерів, 4 мінні загороджувачі, 2 СКР — колишні криголамні пароплави, 30 катерних тральників та 26 сторожових катерів, переобладнаних з дрифтерботів та мотоботів.
На початковому етапі радянські армії в Заполяр'ї резерву не мали, був створений протидесантний резерв — стрілецький батальйон, що базувався в Мурманську.

## Німецький наступ червня— вересня 1941 року
26 червня Фінляндія оголошує війну СРСР. 29 червня 1941 року німецькі та фінські війська маючи прикриття 120 літаків почали наступ із завдаванням основного удару на Мурманськ та допоміжними ударами на Кандалакшу та Лоухі, згодом сконцентровано сили в напрямку Мурманська. Мурманський напрямок обороняли 14-та та 52-та стрілецькі дивізії, на півостровах Рибальський та Середній розміщався 23-й укріпрайон. 135-й стрілецький полк 14-ї стрілецької дивізії, сили 23-го укріпрайону та «Полярна дивізія» народного ополчення (згодом 186-та стрілецька дивізія) зупинили наступаючих на перешийку півострова Середній, нацисти не змогли просунутися за прикордонний знак № 1 СРСР.

Мурманськ після бомбардувань

До 4 липня 95-й стрілецький полк 14-ї стрілецької дивізії, що оборонявся на річці Титовка, відходять на річку Західна Ліца, наступ було зупинено 52-ю стрілецькою дивізією генерал-майора Н. Н. Никишина та десантом морської піхоти — десантувалися в губі Західна Ліца. Десант вдарив по флангу наступаючих, просунувся на 6-8 кілометрів, відтягнувши на себе значні сили противника — зокрема всю артилерію 2-ї гірськострілецької дивізії та 67-й самокатний батальйон. Частини 52-ї дивізії до кінця 8 липня за підтримки есмінців «Урицький» та «Куйбишев» відкинули наступаючих на західний берег Західної Ліци.
11 липня німецько-фінські сили поновлюють наступ, вклинюються в оборону 52-ї стрілецької дивізії, 13 липня в постійних боях наступ зупинено, на 20 липня фронт повертається в попереднє положення.
63-й розвідувальний батальйон 52-ї стрілецької дивізії під час нацистсько-радянської війни одними з перших захопили «язиків» — німецьких гірських єгерів.
12-13 липня сили крігсмаріне біля острова Харлов (Сім островів) атакували радянський конвой — судна ЕПРОПу РТ-32 та РТ-67 — буксирували паливо з Мурманська в Йоканьгу; корабель охорони загинув, потоплений РТ-67. 22-24 липня біля Теріберки крігсмаріне потопили гідрографічне судно «Меридіан», загинуло 46 членів екіпажу та пасажирів з полярних станцій. 10 серпня 3 німецькі есмінці атакували та потопили на Кільдінському плесі сторожовий корабель «Туман». Авіація Північного флоту здійснює наліт, був сильно пошкоджений Z-4, пошкоджені інші, 6-та флотилія відправилася на ремонт до Німеччини.
На Кандалакшському та Лоухському напрямах німецько-фінські сили — 3-й фінський армійський корпус, дві фінські і одна німецька піхотні дивізії — не зуміли досягти залізниці та вимушені були закріпитися на досягненому рубежі. Зі сторони Кандалакші оборонялася 122-га стрілецька дивізія, друга полоса оборони знаходилася за 25 км вглиб, ту позиції тримала 104-та стрілецька дивізія. За 60 кілометрів на рубежі річки Тунтса-Йокі будувався третій рубіж оборони, там знаходилася 1-ша танкова дивізія — 30 Т-28, до 200 БТ-5, БТ-7, 6 КВ-1 та КВ-2.
В серпні німецькі війська посилюються бойовими частинами СС, перекинутими з Греції, 9-м моторизованим полком СС, піхотним полком та двома окремими кулеметними батальйонами. До 2-ї та 3-ї гірськопіхотних дивізій з Німеччини прибуло 6500 чоловік поповнення.
На основі радянського Північного фронту створюються Карельський та Ленінградський фронт. Карельський фронт вступив в бої з 1 вересня 1941 року.
Після стабілізування фронту в напрямах Кандалакші та Лоухі 7-8 вересня 1941 року поновлюється наступ в напрямку Мурманська — ударне угрупування посилене німецьким гірськострілецьким корпусом, успіхів досягти не змогли. Північна німецька група, наступаючи на північному напрямку, до 17 вересня зуміла вгризтися лише на 4-16 кілометрів, вздовж дороги Печенга — Мурманськ — на 25 км. Південна німецька група до 15 вересня за авіаційної підтримки перерізала залізницю Титовка — Мурманськ. 17 вересня 14-та радянська армія починає контрнаступ після потужної артилерійської та авіаційної підготовки та відкидає Третю гірськострілецьку дивізію за річку Західна Ліца. Після цього в напрямку Мурманська велися позиційні бої.

## Морські бої за конвої

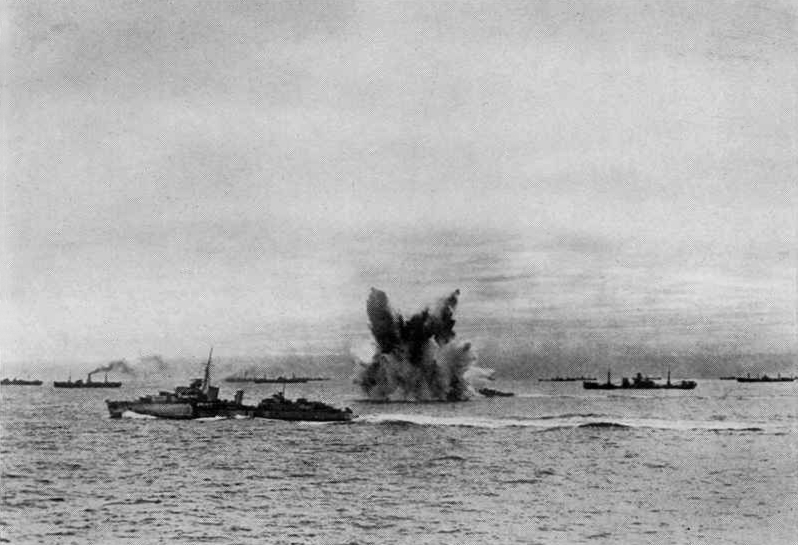
Атака бомбардувальниками Ю-88 конвою PQ-18. Баренцеве море. 14 вересня 1942 року.

Німецький лижний підрозділ в Заполяр'ї

31 серпня 1941 року до Мурманська прибуває перший конвой союзників «Дервіш» — згодом названий PQ-0 — 6 транспортів та кораблі охорони.
Наприкінці 1941 року на Північному фронті з'являється 8-ма флотилія крігсмаріне — есмінці Z23, Z24, Z25, Z27. Есмінцями була проведена операція по нападу на конвой PQ 6, без особливого успіху.
За перший рік війни до Мурманська прибуло 7 конвоїв, до Великої Британії відійшло 4 конвої.
З березня 1942 року нацистські сили проводили проти кожного конвою морську та повітряну операції. З 5-го нацистського флоту та фінських ВПС — загалом до 900 літаків — 150 було задіяно проти конвоїв. При нападі на конвой PQ 13 радянські есмінці «Сокрушительний» та «Гремящий» виявили першими кораблі крігсмаріне та відкрили вогонь, Z26 пошкоджений, поспішно відходить; по цьому німці знову атакують конвой, ушкодивши британський легкий крейсер «Тринідад», в бою з британським та радянськими кораблями есмінець Z26 потоплений.

## Бойові дії 1942 року
Весною 1942 року німецьке командування готувало контрнаступ в напрямку Мурманська; в той же час радянське командування готує наступальну операцію з метою відкинути німецько-фінські сили на лінію кордону. Першими наступ почали радянські війська 28 квітня, в ході Мурманської операції 1942 року та одночасного десанту в губі Велика Західна Ліца — біля мису Пікшуєв — 6250 чоловік 12-ї бригади морської піхоти. Серйозних успіхів не було досягнуто, однак німецький наступ було зірвано, 12-13 травня десант було евакуйовано. Фронт стабілізувався до жовтня 1944 року.
В липні на півостровах Рибальський та Середній радянськими військами створюється Північний оборонний район.
19 липня 1942 року 9 літаків люфтваффе в Ура-губі потопили сторожовий корабель «Штиль». 20 липня біля входу в Катерининську гавань — головне місце базування Північного флоту — 11 літаків потопили радянський есмінець «Стремітельний».
Біломорська військова флотилія, що мала базу в Архангельську, мала завданням стерегти радянські внутрішні комунікації, що пов'язували заполярні райони з Архангельськом. Для цього було відкрито 1941 року військову базу на Йоканьзі, 1942 — на Новій Землі, 1944 — на острові Діксон.
16 серпня крейсер «Адмірал Шеєр» виходить з Нарвіка, маючи завданням зірвати комунікації Північного флоту. 26 серпня біля острова Білуха в Карському морі він потопив криголамний пароплав «Олександр Сибіряков», а 27 серпня обстріляв базу Порт-Діксон, пошкодивши два радянські кораблі. Зустрічним вогнем там оборонявся сторожовий корабель «Дежньов».
Протягом 18-21 вересня 1942 року за конвоєм PQ-18 німецько-фінська авіація здійснила понад 120 вильотів.
24-27 вересня «Адмірал Гіппер», вийшовши з Альта-фіорду, виставив мінні загородження в протоці Маточкин Шар.
В 1942 році союзники передали СРСР сім тральщиків зразка «АМ» та п'ять «ММС», у 1943 — 10 «АМ», також 43 великі мисливці за підводними човнами «SC», 52 торпедні катери «Воспер», «ЕЛКО», «Хіггіс».
Протягом 1942 року німецька авіація проводила безперервні нальоти на Кіровську залізницю та Мурманськ, в місті часто спалахували пожежі.
1944 року Північний флот СРСР отримує з частки розділу флоту Італії — союзники тимчасово передають 9 есмінців (збудовані в США у 1918—1920 роках), 30 травня — лінкор «Архангельськ» («Royal Sovereign» побудови початку 20 сторіччя), 4 підводні човни типу «В» — один човен в поході був потоплений, американський легкий крейсер «Мілвокі» («Мурманськ»).
Загалом протягом нацистсько-радянської війни Північний флот забезпечив проведення 1464 конвоїв (інколи фігурує 1471) — прийшло 738 транспортів, відправлено 726 транспортів — з більш як 2560 транспортних суден, торговим флотом втрачено 33 кораблі — 19 з них від атак німецьких підводних човнів. За час бойових дій в Заполяр'я згідно радянських даних було потоплено понад 400 ворожих кораблів і транспортів.

## Перемовини Фінляндії про вихід з війни
У лютому 1944 року фінський уряд посилає свого представника Юго Паасиківі до Стокгольма для перемовин з радянським послом Коллонтай щодо умов виходу із війни з СРСР. 19 лютого фінському дипломату повідомлено радянські умови — розрив відносин з нацистською Німеччиною, відхід фінських військ на кордон 1940 року, перехід фінської армії на мирний режим функціонування, відшкодування Радянському Союзу збитків в 600 мільйонів доларів, повернення СРСР Петсамо; 16 квітня радянські умови було відхилено.
Літом 1944 року прем'єр-міністр Фінляндії Едвін Лінкоміес після радіоперемовин з Німеччиною зобов'язується не укладати сепаратного миру з СРСР. 10 червня починається Виборзька наступальна операція радянських військ, в результаті якої 20 червня зайнято Виборг. 19 червня фінський уряд звертається до Німеччини щодо термінового направлення 6 дивізій та авіації для відбиття радянського наступу, нацисти такими силами вже не володіли.
21 червня починається радянська Свірсько-Петрозаводська наступальна операція, 28 червня фінів вибито з Петрозаводська.

Боєць радянського Північного флоту

1 серпня президент Рісто Рюті подає у відставку; 5 серпня сейм Фінляндії обирає президентом Маннергейма. 8 серпня сформовано уряд Антті Хакцелля, котрий заявляє, що не вважає себе пов'язаним зобов'язаннями попереднього уряду нацистській Німеччині. 25 серпня фінський уряд просить СРСР щодо прийняття делегації в Москві для укладення перемир'я чи укладення миру. СРСР погоджується на перемовини при обов'язковій попередній умові — уряд Фінляндії має публічно заявити про розрив з Німеччиною та зажадати вивести її свої війська не пізніше 15 вересня; цю умову було прийнято. Ранком 5 вересня фінські військові припинили бойові дії, 19 вересня підписано угоду про перемир'я з СРСР — Фінляндія переводить армію на мирне становище, розпускає організації фашистського спрямування, надає СРСР в оренду поблизу Гельсінкі територію Порккала-Удд для військово-морської бази. Фінляндія повернула свій борг перед СРСР за шкоду під час війни у розмірі 300 млн доларів США.
7 жовтня 1944 року радянські війська починають Петсамо-Кіркенеську операцію, завдаючи головного удару в напрямку від району озера Чапр на правий фланг 19-го німецького корпусу у бік Луостарі — Петсамо. Ударами сухопутних сил за підтримки Північного флоту 14-та радянська армія на півночі Мурманської області перетинає фінський кордон та починає бої за Петсамо. 22 жовтня радянські війська перетнули норвезький кордон та 25 жовтня зайняли Кіркенес. До 1 листопада бойові дії в Заполяр'ї закінчилися, район Кіркенесу повністю контролювався радянськими військами.
5 грудня 1944 року Президія ВР СРСР запровадила медаль «За оборону Радянського Заполяр'я».